# Suzuki (álbum)
Suzuki es el segundo álbum de estudio del grupo vienés Tosca, si exceptuamos los dos discos de remezclas que le precedieron: Fuck Dub Remixes y Chocolate Elvis Dubs, centrados en dos de los temas más exitosos de su álbum debut: Ópera. 
Publicado por Studio !K7 en el año 2000, Suzuki se mueve por los terrenos de trip hop, sin ser un claro exponente de este tipo de música, pues el disco es una fusión de sonidos, donde pueden reconocerse influencias del downtempo, chillout, ambient o lounge.
El disco está dedicado al maestro Zen Shunryu Suzuki.
También en el año 2000 se editaría un disco con remezclas de los temas de Suzuki: Suzuki in Dub y más tarde se lanzó un disco dedicado al tema Honey remezclados por 13 artistas en Different Tastes of Honey
lanzado en 2002.

## Lista de canciones
1. «Pearl In» (0:25)
2. «Suzuki» (6:04)
3. «Annanas» (6:34)
4. «Orozco» (5:25)
5. «Busenfreund» (5:16)
6. «Honey» (5:57)
7. «Boss on the Boat» (6:03)
8. «John Tomes» (5:04)
9. «Ocean Beat» (4:32)
10. «The Key» (7:00)
11. «Doris Dub» (4:00)
12. «Pearl Off» (3:13)

- Datos: Q3506111